# بهزاد غيدي
بهزاد غيدي (مواليد 17 أكتوبر 1956) هو ملاكم إيراني، مثّل بلاده في الألعاب الأولمبية الصيفية 1976.

## روابط خارجية
بهزاد غيدي على موقع أوليمبيديا (الإنجليزية)